# دومينيك أفون
دومينيك أفون (بالفرنسية: Dominique Avon)‏ هو مؤرخ فرنسي، ولد في 1968.